# EKU Mannheim Käfertal
Die EKU Mannheim ist ein Sportverein aus Mannheim mit den Sportarten Eishockey und Karate. Der genaue Vereinsname lautet EKU Mannheim e. V. (bis 2012 Eichenkreuz Union Käfertal)

## Geschichte
Die EKU Käfertal wurde 1972 gegründet und umfasste zu Beginn nur die Sportarten Handball, Karate und Tennis. Der Name Eichenkreuz verweist auf den dem Evangelischen Jugendwerk in Württemberg angeschlossenen Sportverband. Später kamen noch die Sportarten Eishockey, Inlinehockey, Taekwondo und Tischtennis dazu. Die Abteilungen Handball, Inlinehockey, Tischtennis und Taekwondo sind nicht mehr aktiv.

## Abteilung Eishockey
1995 wurde die Eishockeyabteilung durch den Beitritt der Senioreneishockeymannschaft der Mad Dogs Mannheim, deren Namen zum Abteilungsnamen wurde, zur EKU gegründet. 1997 wurde als Unterabteilung eine Nachwuchsabteilung gründet und begann mit der Teilnahme am Spielbetrieb.

EKU Mannheim Kurpfalz Ladies

2002 wurde als Nachwuchsförderungsprojekt die Mannschaft der Kurpfalz Girlies – einer reinen Mädchenmannschaft – gegründet. Im Jahr 2003 stellte der Viernheimer ESC den Spielbetrieb aufgrund von Problemen mit dem dortigen Eisstadion ein und empfahl seinen Mitgliedern den Übertritt zu den Mad Dogs. Die dadurch übergetretene – schon seit 1993/94 am Spielbetrieb teilnehmende – Frauenmannschaft setzte ab der Saison 2003/04 mit dem Beinamen Kurpfalz-Ladies bei der EKU fort und konnte als Meister der zweitklassigen Landesliga Baden-Württemberg in die Bundesliga aufsteigen, wo die Mannschaft von 2004 bis zum Rückzug 2011 spielte. Bis 2006 war auch der Mannheimer ERC noch in der Bundesliga vertreten. Im Gegensatz zur EKU spielte der MERC aber in der Nordstaffel, sodass es zu keinen Begegnungen zwischen beiden Vereinen kam. Von 2012 bis 2014 gewannen die Kurpfalz Ladies dreimal in Folge die Landesliga Baden-Württemberg und nahmen 2014 das Aufstiegsrecht wahr. Die neu formierte Mannschaft spielt zunächst weiter als Kurpfalz Ladies in der Bundesliga und übernahmen ab etwa 2017 den Namen MadDogs Mannheim.
In der Saison 2018/19 belegte die Mannschaft der Mad Dogs den sechsten Platz und sicherte sich in der ersten Play-down-Runde den Klassenerhalt. In der Saison 2022/23 erreichten die Mad Dogs erstmals das Playoff-Finale der Frauenbundesliga, in dem sie mit 0:3 unterlagen.
Platzierungen der Frauen:
| Saison            | Liga                         | Platzierung                    | Endrunde                           |
| ----------------- | ---------------------------- | ------------------------------ | ---------------------------------- |
| Viernheimer ESC   |                              |                                |                                    |
| 1999/2000         | Hessenliga                   | 1. Platz                       | 3. (Relegation zur Regionalliga) ▲ |
| 2000/01           | Regionalliga Nord            | 6. Platz                       | 4. (Relegation zur Regionalliga) ▼ |
| 2001/02           | Landesliga Baden-Württemberg | 1. Platz                       | 1. Platz                           |
| 2002/03           | Landesliga Baden-Württemberg | 1. Platz                       | 1. Platz                           |
| Kurpfalz Ladies   |                              |                                |                                    |
| 2003/04           | Landesliga Baden-Württemberg | 1. Platz ▲                     | 1. Platz ▲                         |
| 2004/05           | Bundesliga Süd               | 7. Platz                       |                                    |
| 2005/06           | Bundesliga Süd               | 7. Platz                       |                                    |
| 2006/07           | Bundesliga                   | 8. Platz                       | 8. Platz                           |
| 2007/08           | Bundesliga                   | 8. Platz                       | 8. Platz                           |
| 2008/09           | Bundesliga                   | 6. Platz                       | 6. Platz                           |
| 2009/10           | Bundesliga                   | 6. Platz                       | 6. Platz                           |
| 2010/11           | Bundesliga                   | 6. Platz (Rückzug) ▼           | 6. Platz (Rückzug) ▼               |
| 2011/12           | Landesliga Baden-Württemberg | 1. Platz (Aufstieg verzichtet) | 1. Platz (Aufstieg verzichtet)     |
| 2012/13           | Landesliga Baden-Württemberg | 1. Platz (Aufstieg verzichtet) | 1. Platz (Aufstieg verzichtet)     |
| 2013/14           | Landesliga Baden-Württemberg | 1. Platz ▲                     | 1. Platz ▲                         |
| 2014/15           | Bundesliga                   | 7. Platz                       | 7. Platz                           |
| 2015/16           | Bundesliga                   | 7. Platz                       | 7. Platz                           |
| 2016/17           | Bundesliga                   | 6. Platz                       | 6. Platz                           |
| Mad Dogs Mannheim |                              |                                |                                    |
| 2017/18           | Bundesliga                   | 7. Platz                       | 7. Platz                           |
| 2018/19           | Bundesliga                   | 6. Platz                       | Klassenerhalt in Play-downs        |
| 2019/20           | Bundesliga                   | 5. Platz                       | 5. (Platzierungsrunde)             |
| 2020/21           | Bundesliga                   | 5. Platz                       |                                    |
| 2021/22           | Bundesliga                   | 3. Platz                       | Halbfinale                         |
| 2022/23           | Bundesliga                   | 3. Platz                       | Finale                             |
| 2023/24           | Bundesliga                   | 3. Platz                       | Halbfinale                         |
| 2024/25           | DFEL                         | 4. Platz                       | Halbfinale                         |

### Aktuell
Bei der Eishockeyabteilung der EKU nehmen 2017/18 die erste Herrenmannschaft an der viertklassigen Regionalliga Süd-West und die 1b an der fünftklassigen Landesliga Baden-Württemberg teil. Die erste Frauenmannschaft spielt in der DFEL, die 1b in der Frauenliga Baden-Württemberg. Nachwuchsmannschaften gibt es in allen Altersklassen Jugend bis Mini sowie eine Mädchenmannschaft.